# Francesc Macià
Francesc Macià i Llussà (Vilanova i la Geltrú, 21 september 1859 - Barcelona, 25 december 1933) was een Catalaans politicus en militair. Hij was president van de Generalitat de Catalunya (Catalaanse regering) en algemeen bekend als l'avi (de opa). Hij riep de Catalaanse Republiek uit als deelstaat van de Iberische Federatie.

## Biografie

### Jeugd en intrede in het leger
Francesc Macià werd geboren op 21 september 1859 in Vilanova i la Geltrú. Hij was de tweede van zeven kinderen en bracht zijn kindertijd door in Vilanova i la Geltrú. Zijn vader was handelaar in wijn en olijfolie tot een jaar voor zijn overlijden in 1881.
Kort na het overlijden van zijn vader, trad Macià toe tot het ingenieurskorps van de Spaanse militaire academie in Guadalajara. Hij specialiseerde zich in bruggenbouw, spoorwegen en telegrafie. In deze periode vroeg hij om overgeplaatst te worden naar Cuba, maar werd hij verschillende keren overgeplaatst naar Barcelona, Madrid en Sevilla. Hij werd toen gepromoveerd van telegrafist naar kapitein. In 1887 werd hij overgeplaatst naar Lleida, waar hij zijn toekomstige vrouw leerde kennen, Eugènia Lamarca, met wie hij drie kinderen zou krijgen. Macià promoveerde in het Spaanse leger tot luitenant-kolonel. 

#### De¡Cu-Cut!gebeurtenissen
Op 25 november 1905 vielen Spaanse militairen de redactie van het humoristische weekblad ¡Cu-Cut! aan en vernielden hierbij de redactiegebouwen als wraakactie voor een kritische cartoon. De redactie van ¡Cu-Cut! was dezelfde als die van het Catalaanse dagblad La veu de Catalunya (De Stem van Catalonië), de eerste catalaansgezinde krant onder invloed de Lliga Regionalista. 
De Spaanse overheid reageerde toen met een Wet voor de repressie van misdaden tegen het vaderland en het leger, wat tot gevolg had dat verschillende politieke groeperingen zich zouden verenigen om de partij Solidaritat Catalana (Catalaanse Solidariteit) te vormen. Macià positioneerde zich toen publiekelijk tegen de actie van de militairen in kwestie. Onder meer daarom plaatsten zijn superieuren hem over naar het platteland van Cantabrië.

### Catalaanse bewustzijnswording
Bij de Spaanse parlementsverkiezingen van 21 april 1907 is Macià in Barcelona en Les Borges Blanques kandidaat volksvertegenwoordiger voor Solidaritat Catalana. Hij deed dit zowel in Barcelona en Les Borges Blanques omdat zijn familie uit deze laatste plaats afkomstig was. Na de verpletterende overwinning van zijn politieke formatie (44 van de 47 volksvertegenwoordigers voor Catalonië) verlaat hij Santoña, een Cantabrisch dorp waarnaar het leger hem had weggestuurd. Het leger had hem voor de keuze gesteld: afzien van zijn zetel als volksvertegenwoordiger of afzien van zijn bevordering tot kolonel. Macià koos ervoor om zijn carrière bij het leger op te geven en zich volledig aan de politiek te wijden. Macià werd herverkozen in 1914, 1916, 1918, 1919, 1920 en 1923.
In zijn lange politieke loopbaan zou hij vanaf 1922 de leiding waarnemen van Estat Català (Catalaanse Staat), een beweging dit tot doel had de Catalaanse nationalisten te groeperen. Deze beweging had als voorganger de Democratisch-nationalistische Federatie die in 1919 door Macià zelf gesticht was. 

### Acties gericht tegen het Spaanse koninkrijk

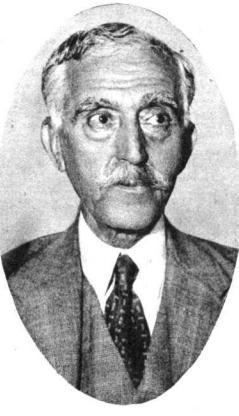
Francesc Macià.

In september 1923, bij het begin van de dictatuur van Primo de Rivera, vluchtte Macià naar Perpignan, de hoofdplaats van het in Frankrijk gelegen Noord-Catalonië. In deze periode werd hij vanuit Estat Catala opstandig en onderhield hij contacten met anarchisten en communisten. Hij kreeg ook financiële hulp van Catalaanse gemeenschappen in Zuid-Amerika. Hij gaf steun aan alle opstanden die zich voordeden in Spanje. In 1925 vroeg Macià steun aan de Sovjet-Unie voor de onafhankelijkheid van Catalonië, wat echter niet geformaliseerd werd. Tijdens zijn reis naar Moskou merkte hij dat de Sovjet-Unie zich niet ontwikkelde zoals hij had gedacht. De Sovjet-Unie was enkel geïnteresseerd in het helpen van de Spaanse communistische partij en niet in de vrijheid van Catalonië. Macià zou bijgevolg verdergaan zonder Russische steun.

#### De feiten van Prats de Molló
In 1926 zette Macià vanuit Prats de Molló (Noord-Catalonië) een gewapende actie op tegen de dictatuur van Miguel Primo de Rivera. Tussen de 50 en 100 Italiaanse huurlingen, in ballingschap in Frankrijk en  hoofdzakelijk afkomstig uit het legioen van de Italiaanse eenheidsstrijder Garibaldi dat in het Franse vreemdelingenlegioen opereerde tijdens de Eerste Wereldoorlog, werden ingehuurd door Macià om deze operatie uit te voeren.
Deze gewapende opstand van Estat Català werd tegengehouden door de Franse Rijkswacht. De Franse rijkswacht kon deze opstand tegenhouden door de hulp van Ricciotti Garibaldi, spion van de Italiaanse fascisten en neef van Giuseppe Garibaldi..   Macià bereikte hiermee wél dat hij veel aan populariteit won in Catalonië.
Opnieuw in ballingschap woonde hij in België en Argentinië. Later trok hij naar Havana, Cuba, waar hij met de hulp van Josep Conangla i Fontanilles een nieuwe politieke partij oprichtte: de Separatistische en Revolutionaire Partij van Catalonië, waar hij voorzitter van was en waarmee hij in september-oktober 1928 de voorlopige grondwet van een toekomstige Catalaanse Republiek zou goedkeuren. 
Toen de dictatuur van generaal Primo de Rivera gevallen was, keerde Macià op 22 februari 1931 uiteindelijk terug naar Catalonië om zich met Estat Catala te integreren in de links-nationalistische partij Esquerra Republicana de Catalunya (ERC - Republikeins Links van Catalonië). Zijn organisatie genoot in de ERC intern autonomie.

### Catalaanse Republiek

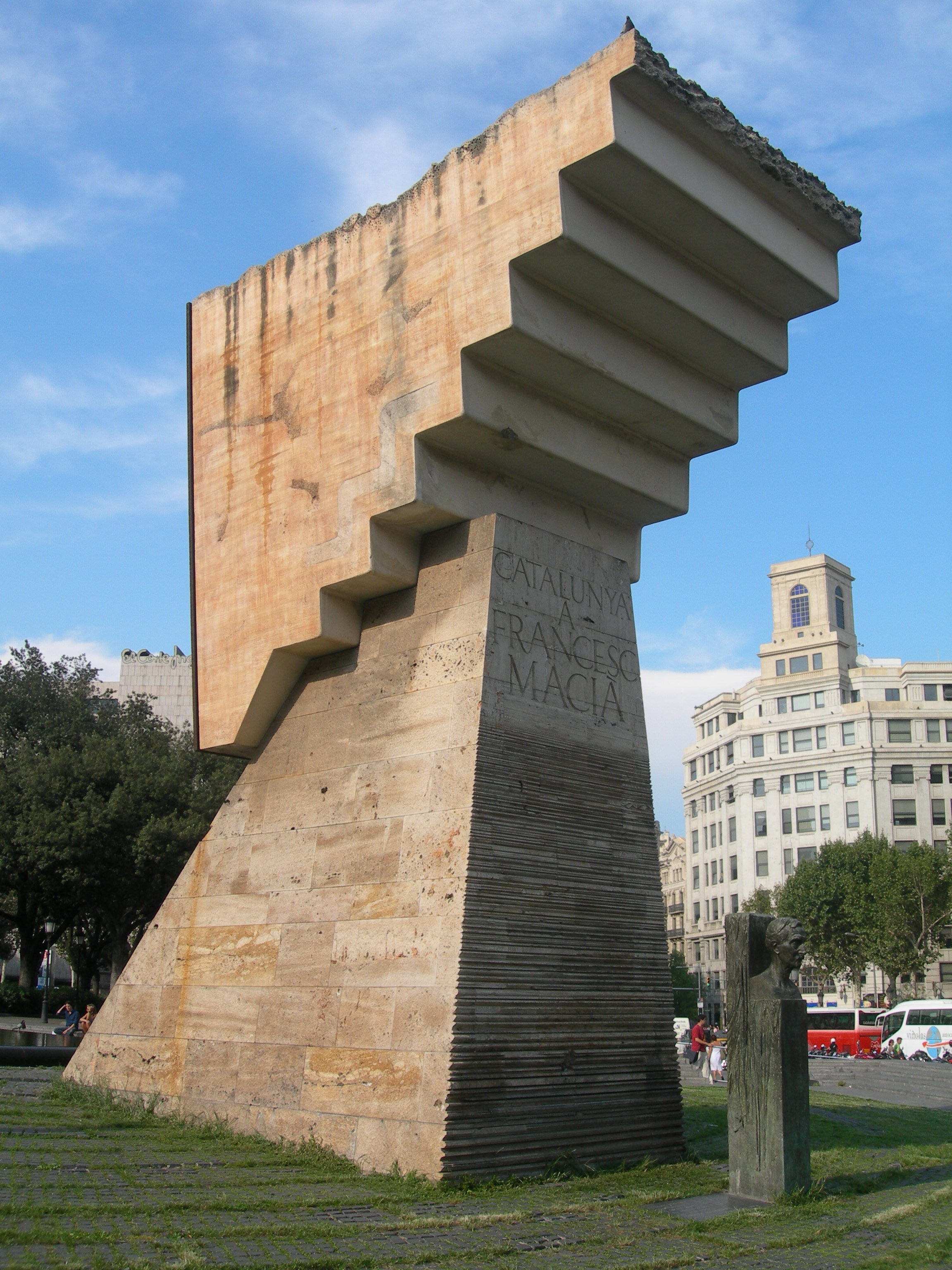
Monument voor Francesc Macià op Plaça Catalunya in Barcelona.

Op 14 april 1931, na de Spaanse gemeenteraadsverkiezingen van 1931 die de meerderheid in Catalonië aan zijn partij opleverden, begaf Macià zich naar het paleis van de provinciale overheid S Barcelona, om daar het gouverneurschap op te eisen. De toenmalige gouverneur Joan Maluquer i Viladot antwoordde hem dat hij enkel het gouverneurschap zou opgeven als hij daartoe met geweld zou gedwongen worden. Macià legde toen zijn hand op de schouder van de gouverneur en deelde hem mee dat hij dit als geweld mocht opvatten. Macià riep vanaf het balkon van het paleis van de Catalaanse regering (Generalitat) de "Catalaanse Republiek binnen de Federatie van Iberische Republieken", in overeenstemming met het verdrag van San Sebastian uit 1930 (met dit verdrag werd de oprichting van de Tweede Spaanse Republiek een feit). Enige uren hiervoor had Niceto Alcalá-Zamora reeds de Tweede Spaanse Republiek uitgeroepen in Madrid. 
Deze verklaring van Macià baarde de voorlopige regering van de Tweede Spaanse Republiek zorgen. Daarom vlogen de ministers Fernando de los Ríos, Marcel·lí Domingo en Lluís Nicolau d'Olwer op 17 april naar Barcelona. Na gespannen gesprekken kwamen beiden partijen overeen dat de raad door Macià en zijn partij gevormd in Barcelona, kon optreden als regering van de daarmee gerestaureerde Catalaanse deelstaat of Generalitat. De Generaliteit van Catalonië was een historisch instituut dat bij deze werd heropgericht en aldus een oplossing gaf aan het conflict met de Spaanse centrale regering. Dit betekende het begin van de nieuwe Catalaanse autonomie. 

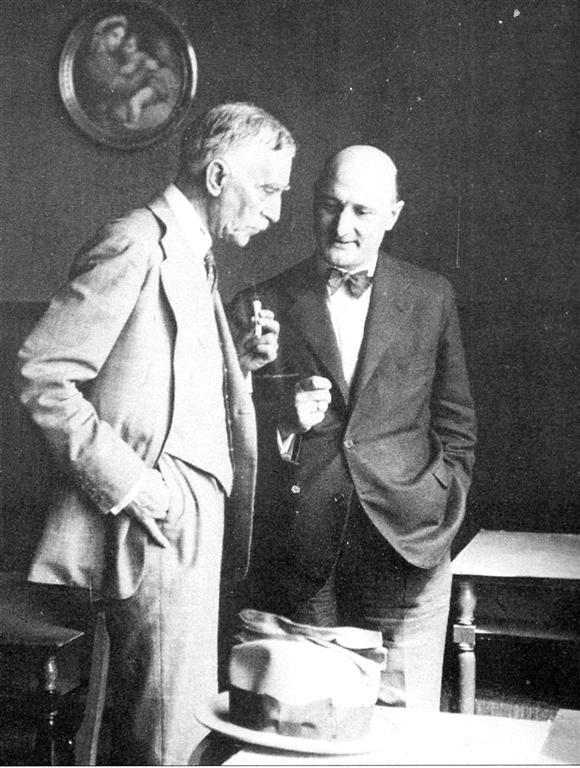
Francesc Macià (links) met Manuel Ainaud y Sánchez in het jaar 1932

De Catalaanse regering van 1931-1932 had als voornaamste doel een nieuw autonomiestatuut op te stellen. De tekst werd in referendum voorgelegd aan de Catalaanse gemeenten en het electoraat, die dit met overweldigende meerderheid zouden goedkeuren. De definiëring van Catalonië als autonome staat binnen de Tweede Spaanse Republiek en het idee van deze laatste als een vrijwillige federatie van volkeren worden als opdracht gezonden naar de Spaanse grondwet vormende vergadering van het parlement, dat zou resulteren uit de Spaanse parlementsverkiezingen van 28 juni 1931. De nieuwe Spaanse grondwet, goedgekeurd op 9 december 1931, sprak echter niet van een federale staat, maar van een "integrale staat in overeenstemming met de autonomie van gemeenten en regio's." Hierdoor moest het Catalaanse autonomiestatuut aangepast worden, wat gebeurde op 15 september 1932, ditmaal zonder opnieuw bij referendum goedgekeurd te worden door de Catalanen. 
Macià was president van de Catalaanse overheid vanaf 28 april 1931. Bij de eerste Catalaanse regionale verkiezingen na de goedkeuring van het nieuwe autonomiestatuut, werd hij officieel verkozen als president van Catalonië. Hij vormde op 14 december 1932 de eerste Catalaanse regering en zou deze leiden tot aan zijn dood in 1933. Hij werd opgevolgd door Lluís Companys.

### Overlijden

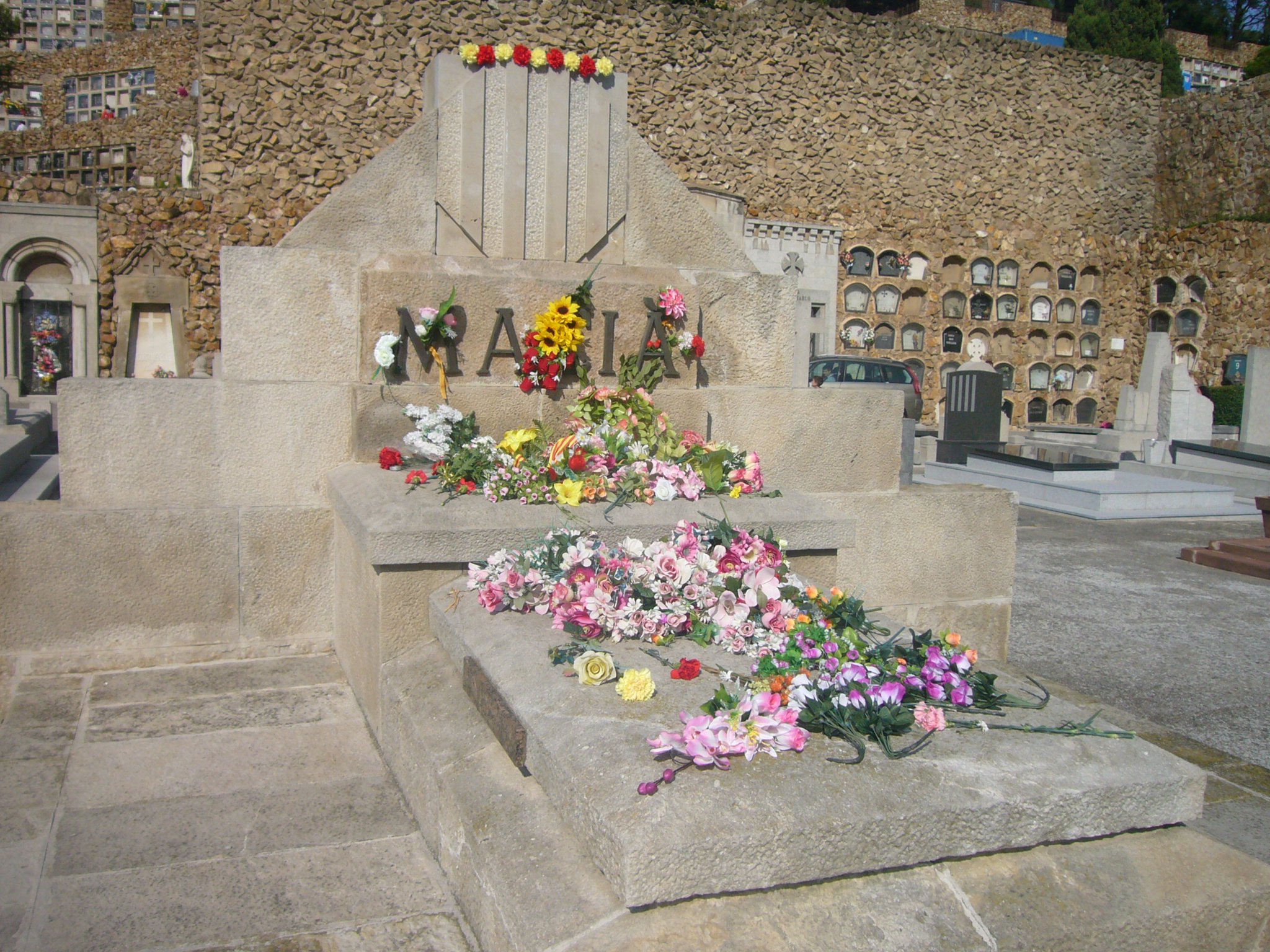
Het graf van Francesc Macià in de begraafplaats van Montjuïc te Barcelona.

Francesc Macià overleed op 25 december 1933. De begrafenisplechtigheid bracht veel volk op de been. Zijn overblijfselen rusten nu op de begraafplaats van Montjuïc te Barcelona.

## Externe verwijzingen
- (ca)  Er zijn verschillende biografieën over Macià: bv. hier
- (ca)  Vídeo met de inauguratietoespraak van Francesc Macià voor het Catalaanse parlement
- (ca)  Vídeo: Francesc Macià

- Biblioteca Nacional de España: XX1150251
- Bibliothèque nationale de France: cb12028724q (data)
- Catàleg d'autoritats de noms i títols de Catalunya: 981058513011406706
- Gemeinsame Normdatei: 118781073
- International Standard Name Identifier: 0000 0001 1570 0526
- Library of Congress Control Number: n82037824
- Système universitaire de documentation: 028455282
- Virtual International Authority File: 50021290
- WorldCat: E39PBJd89PcXKDkBbyHhy4r6rq